# Constant Mostart
Constant Marie Joseph (Constant) Mostart (Venlo, 10 mei 1881 – Roermond, 6 juni 1941) was een Nederlands notaris en schrijver.

## Levensloop
Hij was de oudste zoon van August Mostart, hoofd van de naar hem genoemde Mostartschool in Venlo, en zijn vrouw Antoinetta Vleugels. Na het progymnasium in Venlo studeerde hij notarieel recht in Den Haag. In november 1905 slaagde hij en werd benoemd tot kandidaat-notaris. Tijdens zijn kandidaatsperiode was hij voorzitter van de Afdeling Limburg van de Broederschap van Kandidaat-notarissen en was hij op verschillende notariskantoren werkzaam, onder meer bij dat van Van Boven en dat van Linssen.
Op 17 november 1925 werd hij benoemd tot notaris, in vacature van de op 23 juni 1925 overleden notaris Henri van Boven. Na deze benoeming werd hij lid van het hoofdbestuur van de Broederschap van Notarissen en lid van de Kamer van Toezicht op de Notarissen en Kandidaat-notarissen. Ook begeleidde hij studenten notarieel recht. Op uitnodiging van de Broederschap van Kandidaat-Notarissen schreef hij het preadvies Het ambtsgeheim van den notaris. Verder was hij vicevoorzitter van de vereniging Geloof en Wetenschap, penningmeester van de afdeling Roermond van de Alliance Française en lid van het college van regenten van de gevangenissen in Roermond.
- International Standard Name Identifier: 0000 0003 8701 4669
- Nederlandse Thesaurus van Auteursnamen: 067561462
- Virtual International Authority File: 279888507
- WorldCat: E39PBJymt7fx9bqYKvhcKqTyh3